# Wał Wschodni

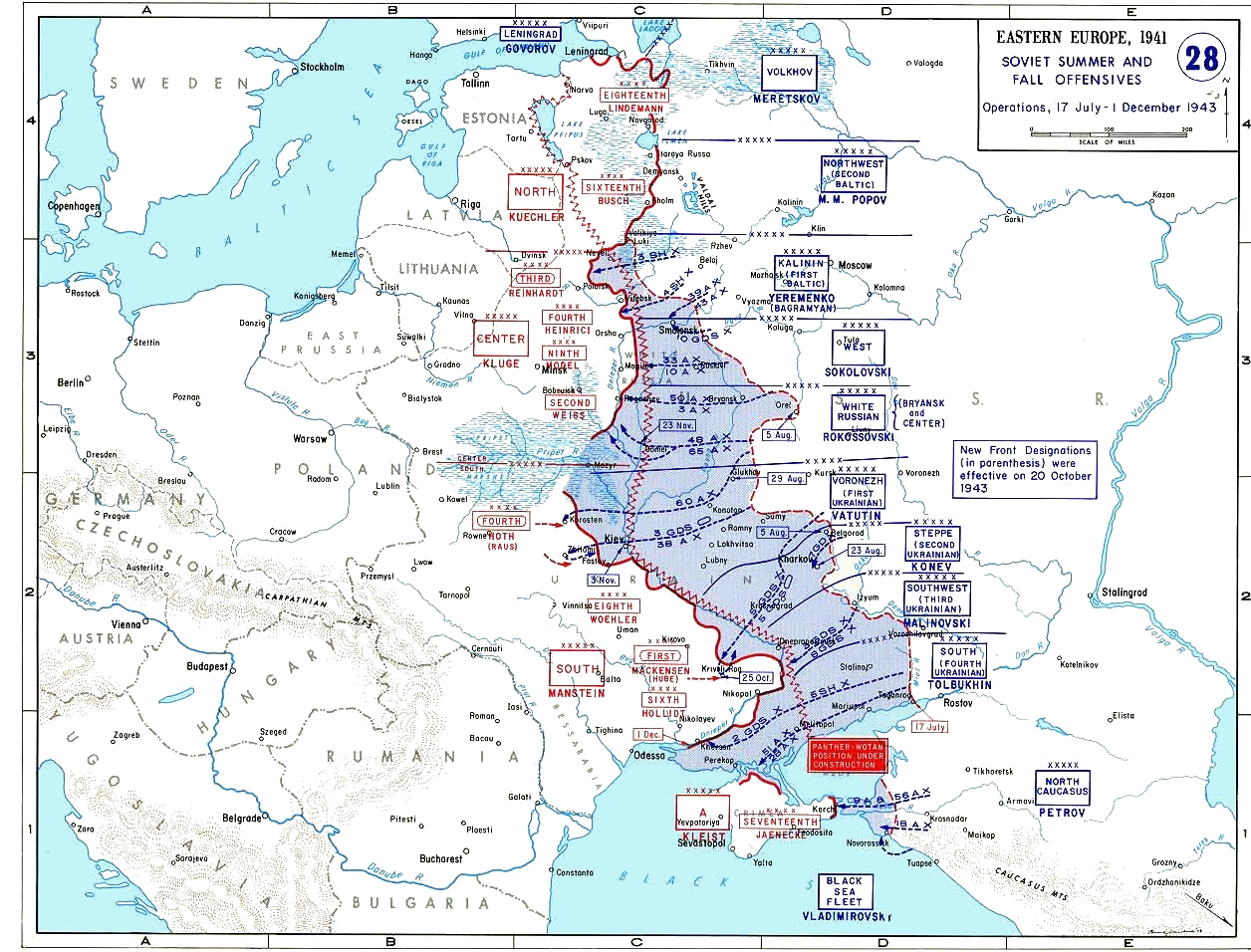
Sytuacja na froncie wschodnim VII-XII 1943. Panther-Wotan-Linie zaznaczona czerwonym szlaczkiem.

Wał Wschodni (niem. Panther-Wotan-Linie, Ostwall) – niemiecka linia obrony na froncie wschodnim zbudowana częściowo przez Wehrmacht jesienią 1943 roku.
Linia obrony miała na celu powstrzymanie natarcia Armii Czerwonej, która po bitwie na łuku kurskim (lipiec 1943) przejęła inicjatywę na froncie wschodnim. Obrona w dużej mierze opierała się na linii Dniepru, strategicznie ważnej i trudnej do zdobycia barierze naturalnej.
Umocnienia ciągnęły się od Morza Bałtyckiego do Morza Czarnego. Linia biegła od Zatoki Fińskiej, wzdłuż linii Narwa–jezioro Pejpus–Psków–Witebsk–Orsza–rzeka Soż (dopływ Dniepru), a dalej głównie wzdłuż środkowego i częściowo dolnego Dniepru do rzeki Mołoczna, która wpływa do Morza Azowskiego.
Linia Wału Wschodniego nie została jednak ukończona. We wrześniu 1943 Armii Czerwonej udało się przełamać niemiecką linię obrony na obszarze Bramy Smoleńskiej (w ramach operacji smoleńskiej) i rozdzielić ją na dwie części: północną linię Panther i południową linię Wotan.
Wojska radzieckie pokonywały Wał Wschodni niemal rok, do połowy 1944 r. Południowy odcinek na Ukrainie zdobywało pięć frontów armii radzieckiej w ramach bitwy o Dniepr (24 sierpnia – 23 grudnia 1943), jednej z największych operacji II wojny światowej. Północną część Armia Czerwona przełamywała w ramach operacji smoleńskiej (operacja „Suworow”, 7 sierpnia – 2 października 1943), operacji orszańskiej (12 października – 2 grudnia 1943), operacji witebskiej (3 lutego – 13 marca 1944), operacji pskowskiej (9 marca – 15 kwietnia 1944) i operacji pskowsko-ostrowskiej (11 – 31 lipca 1944).